# KWord
KWrite je open source textový procesor z kancelářského balíku KOffice. Jeho vývoj započal v roce 1998.